# Sigrid Happ
Sigrid Happ es una deportista alemana que compitió para la RFA en judo. Ganó tres medallas de oro en el Campeonato Europeo de Judo entre los años 1975 y 1977.

## Palmarés internacional
| Campeonato Europeo | Campeonato Europeo | Campeonato Europeo | Campeonato Europeo |
| Año                | Lugar              | Medalla            | Categoría          |
| ------------------ | ------------------ | ------------------ | ------------------ |
| 1975               | Múnich (RFA)       | Medalla de oro     | –56 kg             |
| 1976               | Viena (Austria)    | Medalla de oro     | –56 kg             |
| 1977               | Arlon (Bélgica)    | Medalla de oro     | –56 kg             |